# 凯瑟琳·赫尔蒙德
凯瑟琳·赫尔蒙德（英語：Katherine Helmond，1929年7月5日—2019年2月23日），女，美国演员。曾获得金球奖音乐喜剧类剧集最佳女主角。